# Cesta I. triedy 74
Die Cesta I. triedy 74 (slowakisch für ‚Straße 1. Ordnung 74‘), kurz I/74, ist eine Straße 1. Ordnung in der Slowakei. Sie befindet sich im äußersten Osten des Landes und verbindet Städte Strážske, Humenné und Snina miteinander, bevor sie an der Staatsgrenze Slowakei-Ukraine endet.

## Verlauf
Die Straße kann in zwei Teile geteilt werden.
Der erste, 34 km lange Teil beginnt in Strážske im Ostslowakischen Tiefland und geht Richtung Norden zur Stadt Humenné am Ufer des Laborec. Ab Humenné wendet sie sich in Richtung Osten und folgt dem Tal der Cirocha, zwischen Vihorlat im Süden und den Niederen Beskiden im Norden, bevor sie die Stadt Snina erreicht.
Der zweite, 27 km lange Teil verläuft zunächst bis Stakčín, wo die Straße den Fluss Cirocha verlässt und überquert nach einigen Kilometern den Pass bei Kolonica im Herzen des Nationalparks Poloniny. Sie endet bei Ubľa am slowakisch-ukrainischen Grenzübergang Ubľa–Malyj Beresnyj, die zugleich EU-Außengrenze ist und geht in die ukrainische N 13 über.